# Warschauer Straße (metropolitana di Berlino)
Warschauer Straße è una stazione delle linee U1 ed U3 della metropolitana di Berlino. 

## Strutture ed impianti
È posta sotto tutela monumentale, o Denkmalschutz.
Sotto la stazione si trova il Matrix Club, una discoteca molto apprezzata dai giovani, berlinesi e non.

## Interscambi
- Stazione ferroviaria (Warschauer Straße)[2]
- Fermata tram (S+U Warschauer Straße, linea M 10)[3]
- Fermata autobus